# Stelis gomesii-ferreirae
Stelis gomesii-ferreirae är en orkidéart som först beskrevs av Guido Frederico João Pabst, och fick sitt nu gällande namn av Alec M. Pridgeon och Mark W. Chase. Stelis gomesii-ferreirae ingår i släktet Stelis och familjen orkidéer. Inga underarter finns listade i Catalogue of Life.